# فهرست اسلحه‌های دستی
این فهرستی است از سلاح‌های کمری. برخی سلاح‌ها به دو یا چند نام مشهورند و در این فهرست تکرار شده‌اند.
- استار
- برتا
- گلاک
- ماکارف پی‌ام
- دزرت ایگل
- کلت ۴۵
- کلت ام۱۹۱۱
- کلت ام۱۹۱۷
- کلت تکنواخت ارتش
- اسپرینگ‌فیلد
- هکلر و کخ فاوپه۷۰
- زیگ زائور
- اسمیت اند وسون
- موزر
- برونینگ های‌پاور
- نوغان
- زعاف
- ده تیر
- رولور
- لوگر
- طارق
- سرگ لای فونو
- بتاندو سی می
- فکاند
- کیمبر میکرو۹ [Kimber Micro 9mm]

[ مسلسل ای کی ۴۷]